# Großsteingrab Ganløse Ore 3
Das Großsteingrab Ganløse Ore 3 ist eine megalithische Grabanlage der jungsteinzeitlichen Nordgruppe der Trichterbecherkultur im Kirchspiel Ganløse in der dänischen Kommune Egedal.

## Lage
Das Grab liegt ostnordöstlich von Ganløse im Südosten des Waldgebiets Ganløse Ore. In der näheren Umgebung gibt bzw. gab es zahlreiche weitere megalithische Grabanlagen.

## Forschungsgeschichte
Im Jahr 1942 führten Mitarbeiter des Dänischen Nationalmuseums eine Dokumentation der Fundstelle durch. 1982 erfolgte eine weitere Dokumentation.

## Beschreibung
Die Anlage besitzt eine nordwest-südöstlich orientierte rechteckige Hügelschüttung, über deren Größe leicht unterschiedliche Angaben vorliegen. Der Bericht von 1942 nennt eine Länge von 25 m, eine Breite von 6 m und eine Höhe von 1,5. m. Der Bericht von 1982 nennt eine Länge von 33 m, eine Breite von 8 m und eine Höhe von 1,25. m. Von der Umfassung ist nur ein einzelner Stein an der nordöstlichen Langseite erhalten. Er steht etwa 5 m vom südöstlichen Hügelende. An dieser Stelle befindet sich quer über den gesamten Hügel ein 5 m breiter und bis zu 0,75 m tiefer Einschnitt. 1 m nordwestlich dieses Einschnitts befindet sich eine Grube mit einem Durchmesser von 3 m, vielleicht der Standort der zerstörten Grabkammer. Hier liegt nur ein kleinerer Stein. Form, Maße und Typ der Kammer lassen sich nicht mehr bestimmen. Ein weiterer Einschnitt befindet sich 2 m vom nordwestlichen Ende des Hügels. Er hat eine Länge von 5 m und eine Breite von 3 m.